# Idukki-Talsperre
Die Idukki-Talsperre (andere Schreibweisen sind Idduki und Idikki) ist eine Talsperre am Fluss Periyar im Distrikt Idukki des südindischen Bundesstaates Kerala. Sie wurde 1976 errichtet und liegt bei Moolamattom zwischen den Bergen „Kuravanmala“ (839 m) und „Kurathimala“ (925 m). 
Mit 167,68 (oder 169) Meter Höhe war die Bogenstaumauer zeitweise eine der größten in Asien, ist aber bei weitem nicht mehr die höchste. 
Der Stausee hat insgesamt drei Absperrbauwerke, nämlich Idukki, Cheruthoni und Kulamavu. Die Idukki-Talsperre ist als einzige eine Bogenstaumauer. Die Staumauer wurde mit kanadischer technischer Zusammenarbeit von der „Hindustan Construction Company“ erbaut.
Durch Rohre wird das Wasser in ein unterirdisches Krafthaus nach Moolamattom geleitet, wo in einem Wasserkraftwerk Energie produziert wird. Es gibt sechs Turbinen mit je 180 MW Leistung; nach anderen Angaben ist die Gesamtleistung 780 MW. Der erste Strom wurde am 4. Oktober 1975 erzeugt. 
Siehe auch:
- Liste der größten Talsperren der Erde
- Liste der größten Stauseen der Erde
- Liste der größten Wasserkraftwerke der Erde
- Liste von Talsperren der Welt